# PGC 1331296
LEDA/PGC 1331296 ist eine Galaxie im Sternbild Jungfrau auf der Ekliptik.  Sie ist schätzungsweise 946 Millionen Lichtjahre von der Milchstraße entfernt. Im selben Himmelsareal befinden sich u. a. die Galaxien NGC 5059, NGC 5075, NGC 5071, IC 4223.